# Estação Primeira do Areal
Estação Primeira do Areal é uma escola de samba da cidade de Pelotas no Rio Grande do Sul. A entidade já conquistou o Grupo Especial de sua cidade doze vezes.

## Segmentos

### Presidentes
| Nome                              | Mandato | Ref.  |
| --------------------------------- | ------- | ----- |
| Francisco de Paula Prestes (Nilo) | ? - ?   | [ 2 ] |

### Diretores
| Ano  | Diretor de Carnaval                                                     | Diretor geral de harmonia                                           | Mestre de bateria | Ref.  |
| ---- | ----------------------------------------------------------------------- | ------------------------------------------------------------------- | ----------------- | ----- |
| 2010 | Adriane Ribeiro, Cristiano Gonçalves, André Lima, Lucas Cunha e Junior. | Luís Eduardo (Charutinho), Cláudio Lúis (Charutão) e Maicon Santos. | Dídio             | [ 2 ] |
| 2017 |                                                                         |                                                                     |                   |       |

### Coreógrafo
| Ano  | Nome          | Ref.  |
| ---- | ------------- | ----- |
| 2010 | Diego Gouveia | [ 2 ] |
| 2016 |               |       |

### Casal de Mestre-sala e Porta-bandeira
| Ano  | Nome                                             | Ref.  |
| ---- | ------------------------------------------------ | ----- |
| 2010 | Francisco Monteiro (Chocolate) e Janaina Prestes | [ 2 ] |
| 2017 |                                                  |       |

## Carnavais
| Ano | Colocação | Grupo | Enredo | Carnavalesco | Intérprete | Ref.                               |
| --- | --- | --- | --- | --- | --- | ---------------------------------- |
| 1978 | Campeã | Especial | | | | [ 2 ]                              |
| 1979 | Campeã | Especial | | | | [ 2 ]                              |
| 1981 | Campeã | Especial | | | |                                    |
| 1985 | Campeã | Especial | Brilhos de Sol | | | [ 2 ]                              |
| 1998 | Campeã | Especial | | | |                                    |
| 2000 | | Especial | Canta Brasil, que és feliz no ano 2000.                                                                           | | | [ 3 ]                              |
| 2001 | 3º lugar | Especial | Do Umbral ao Paraíso                                                                                              | | | [ 4 ]                              |
| 2002 | Campeã | Especial | No universo da sétima arte, a imitação da vida... O filme...                                                      | | | [ 5 ] [ 6 ]                        |
| 2003 | * | Participação | * | | | [ 7 ]                              |
| 2004 | Vice-campeã | Especial | | | |                                    |
| 2005 | Campeã | Especial | Primavera tropical no meu Brasil brasileiro.                                                                      | | | [ 8 ] [ 9 ]                        |
| 2006 | Vice-campeã | Especial | Sete Maravilhas do Mundo Antigo.                                                                                  | | | [ 10 ] [ 11 ]                      |
| 2007 | Campeã | Especial | Africanos, os saberes desse povo e toda a sua resistência.                                                        | | | [ 12 ]                             |
| 2008 | 3º lugar | Especial | Os sonhos que fascinam.                                                                                           | | | [ 13 ]                             |
| 2009 | Campeã | Especial | Pelos caminhos das águas, os espanhóis desbravaram o Amazonas em busca do Eldorado.                               | | | [ 14 ] [ 2 ] [ 15 ]                |
| 2010 | Vice-campeã | Especial | Atlântida - Lendas, mitos e mistérios.                                                                            | Robespierre Décio Carapeços (figurinista) Luís Décio, Teteo, Vagner Silva e Cacaio (alegoristas)                  | Eugênio Farias "Geninho"                                                                                          | [ 2 ] [ 16 ] [ 17 ]                |
| 2011 | Campeã | Especial | Bahia de Todos os Santos, onde reflete o farol.                                                                   | | | [ 18 ] [ 19 ] [ 20 ]               |
| 2012 | Campeã | Especial | Na terra do charque doces momentos vivi                                                                           | | | [ 21 ] [ 22 ] [ 23 ]               |
| 2013 | Campeã | Especial | O céu é meu teto, a terra minha pátria e a liberdade minha religião.                                              | | | [ 24 ] [ 25 ] [ 26 ] [ 27 ] [ 28 ] |
| Em 2014 as escolas do grupo especial decidiram não desfilar, por não aceitarem o local indicado para os desfiles. | Em 2014 as escolas do grupo especial decidiram não desfilar, por não aceitarem o local indicado para os desfiles. | Em 2014 as escolas do grupo especial decidiram não desfilar, por não aceitarem o local indicado para os desfiles. | Em 2014 as escolas do grupo especial decidiram não desfilar, por não aceitarem o local indicado para os desfiles. | Em 2014 as escolas do grupo especial decidiram não desfilar, por não aceitarem o local indicado para os desfiles. | Em 2014 as escolas do grupo especial decidiram não desfilar, por não aceitarem o local indicado para os desfiles. | [ 29 ]                             |
| Em 2015 as escolas do grupo especial fizeram um desfile de participação.                                          | Em 2015 as escolas do grupo especial fizeram um desfile de participação.                                          | Em 2015 as escolas do grupo especial fizeram um desfile de participação.                                          | Em 2015 as escolas do grupo especial fizeram um desfile de participação.                                          | Em 2015 as escolas do grupo especial fizeram um desfile de participação.                                          | Em 2015 as escolas do grupo especial fizeram um desfile de participação.                                          | [ 30 ]                             |
| Em 2016 o carnaval foi cancelado devido à falta de recursos.                                                      | Em 2016 o carnaval foi cancelado devido à falta de recursos.                                                      | Em 2016 o carnaval foi cancelado devido à falta de recursos.                                                      | Em 2016 o carnaval foi cancelado devido à falta de recursos.                                                      | Em 2016 o carnaval foi cancelado devido à falta de recursos.                                                      | Em 2016 o carnaval foi cancelado devido à falta de recursos.                                                      | [ 31 ]                             |

## Títulos
- Campeã do Grupo Especial: 1978, 1979, 1981, 1985, 1998, 2002[nota 1], 2005[nota 2], 2007, 2009, 2011, 2012, 2013

## Prêmios
Estandarte de Ouro (Prêmio Rei Momo Agostinho Trindade)
- 2008: Porta-estandarte, enredo, bateria e musa do carnaval.[32]
- 2009: Porta-estandarte, enredo, bateria, ala de baianas, comissão de frente, samba enredo e musa do carnaval.[33]
- 2010: Fantasias e porta-estandarte.[34]
- 2011: Evolução, comissão de frente, ala de passistas e carnavalesco.[35]
- 2012: Samba enredo, comissão de frente, fantasias, mestre-sala e porta-bandeira, tema enredo, alegoria e adereços, porta-estandarte e evolução.[36]
- 2013: Passista e cabrocha, mestre de bateria, carnavalesco, mestre-sala e porta-bandeira, samba-enredo e compositor.[28]